# Pljočkanje
Pljočkanje, pločkanje ili prahćanje tradicijska je igra na otvorenom nastala prilikom čuvanja stoke. Danas se razvilo u športsko nadmetanje s pisanim pravilima. Pljočkanje je karakteristika sličnih boćanju, a igra se ploškama kamena. Ministarstvo kulture Republike Hrvatske pljočkanje iz Istre uvrstilo je 2016. godine u popis nematerijalnih kulturnih dobara, a od 2022. godine pljočkanje je na temelju multinacionalne nominacije “Tocati – Shared Programme for the Safeguard of traditional games and sports“, u kojemu su osim Hrvatske sudjelovali i Cipar, Belgija, Francuska i Italija, upisano u UNESCO-ov Registar dobrih praksa.

## Igra
Naziv pljočkanje dolazi od naziva osnovnog rekvizita za igru, a to je pljočka. Pljočka je kamena škrilja, plosnati kamen, promjera 12 - 16 cm i debljine 3 do 4 cm, koji se kleše da dobije formu pogodnu za bacanje.
Igra se sastoji u nadmetanju dvojice pljočkara na način da dobace pljočku što bliže cilju, odnosno bulinu. Svaki pljočkar ima po tri pljočke koje naizmjence bacaju prema bulinu po pravilu da punat ima bliža pljočka. Nakon završenog bacanja punti se određuju prema blizini pljočke u odnosu na bulin, što znači da pljočkar može imati jedan, dva ili tri punta ako su njegove pljočke bliže bulinu. Bulin je kamen okruglog oblika sličan pljočki ali manjih dimenzija, šest do osam cm promjera.
Natjecanje može biti pojedinačno a mogu se takmičiti i parovi ili ekipe. U igri parova svaki igrač - pljočkar igra s po dvije pljočke dok u ekipnom natjecanju svaki igrač igra s jednom pljočkom.
Igra traje dok jedan pojedinac, par ili ekipa ne sakupi 13 punata. Pobjednik dobiva nagradu. U tradiciji je to bila igra druženja i zabave ali i športskog nadmetanja "tko je bolji".
Danas se natjecanja u pljočkanju održavaju na tradicijski način, kamenim klesanim pljočkama, i kao pravo športsko natjecanju prema načelima suvremenog športa. 
Za pljočku je poželjno da je okruglasta, promjera 9 do 17 centimetra, kraj pljočke treba biti debljine od 1 do 3 centimetra, dok sredina ne bi smjela biti deblja od 5 centimetra, uz dopuštena odstupanja u maksimalnim granicama do 0,5 centimetra.
Ako se pljočka razbije tijekom igre, onda vrijedi onaj najveći komad. Ako pljočka nije oštećena više od četvrtine svog obujma, smije se i dalje koristiti u igri. Svaki pljočkar treba posebno označiti svoje pljočke. Pljočkalište se sastoji od 3 dijela; 2 polja za bacanja i jednog srednjeg polja. Omjer duljine i širine polja bacanja i duljine srednjeg polja mora biti 3:10, odnosno duljinu srednjeg polja 10 metara te dimenzije polja bacanja 3 : 3 metra.

## Pljočkarska natjecanja
U Istarskom pljočkarskom savezu (IPS), godinama se odigravaju natjecanja koja su usklađena sa temeljnim načelima športa. Za takva natjecanja koriste se standardizirani rekviziti, pa se tako umjesto kamenih, koriste aluminijske pljočke i bulin, označena pljočkališta (igrališta) i sl. Takva natjecanja se odigravaju prema Pravilniku o pljočkanju i ostalim pravilnicima donesenim u cilju razvoja pljočkanja kao športa.
U Istarskoj pljočkarskoj ligi bilo je prijavljeno devet klubova koji su zajedno imali dvanaet ekipa. Bio je to najviši rang pljočkarskih natjecanja u Republici Hrvatskoj.

#### Turniri
Najdugovječniji turnir održava se u Savudriji, koji se od 1999. godine održava kao "Savudria Open", ispočetka se održavao kao neslužbeno svjetsko prvenstvo u pljočkanju za pojedince, da bi današnjih dana bio međunarodni turnir za "POKAL ALPE-ADRIA". Natjecanje se odigrava aluminijskim pljočkama, pojedinačno, pljočkar igra s tri pljočke. Uz navedeni turnir u Savudriji, najpoznatiji turniri se održavaju u Marčenegli, Barbanu, Svetvinčentu, Kanfanaru, Vodnjanu, Žminju i Sv. Petru u Šumi te u Tinjanu, gdje se u listopadu u sklopu Internacionalnog sajma pršuta održava od 2008. godine, turniri se održavaju i u ostalim mjestima poput Babića i Murina pokraj Umaga, u Gradu Buzetu povodom održavanja tradicionalne svečanosti "SUBOTINA PO STARINSKI", Žbandaja pokraj Poreča, Baćina, u Šijanskoj šumi u Gradu Puli, u Gradu Poreču kao dio Pučkih igara Poreštine i drugdje.
Vrlo značajan turnir održava se dugi niz godina u Mokricama pokraj Oroslavja (Hrvatsko zagorje) koji se posljednjih godina profilirao u međunarodni turnir četvorki, a odigrava se u sklopu natjecanja za "POKAL ALPE-ADRIA".

## Povijest
Smatra se da je pljočkanje jedan od najstarijih čovjekovih športova a pod različitim nazivima rašireno je diljem Europe. Nalazimo ga u različitim varijantama na području Mediterana od Grčke, Crne Gore, BiH, Hrvatske, Slovenije, Italije pa do Francuske (Palet) i Španjolske. Igra nalik "pljočkanju" se igra u Švicarskoj a u Švedskoj se igra slična igra koja se naziva "varpa".
U Istri je prva natjecanja u pljočkanju organizirala skupina od desetak zaljubljenika u ovu starinsku pastirsku igru početkom devedesetih godina prošlog stoljeća. Prvi organizirani turnir, prema pisanom dokumentu, održan 10. rujna 1994. godine u Sv. Petru u Šumi, dok je prvi turnir prema pisanom Pravilniku održan u Žminju 24. kolovoza 1996. godine. Samo nekoliko tjedana nakon toga održan je 1. županijski otvoreni turnir koji se održao u okviru Dana istarske kuhinje u selu Šuranima (restoran Hacienda). Inicijator tih turnira bio je Vlado Družeta iz Pazina i te turnire možemo smatrati početkom organiziranog pljočkanja u Istri. Otad se pljočkarska natjecanja održavaju manje više redovno u prilikama obilježavanja lokalnih svetkovina. Pljočkanje je naišlo na zaljubljenike i u Hrvatskom zagorju, Zagrebu, u Sloveniji i Italiji.
Od 2011. godine, kada je formalno osnovan Istarski Pljočkarski Savez - IPS, pljočkanje doživljava revitalizaciju u pravom smislu te riječi. IPS je imenovan nositeljem kulturnog dobra od strane Ministarstva kulture RH, a svojim punopravnim članstvom u Europskoj Asocijaciji Tradicijskih Igara i Sportova - AEJeST ostvaruje mogućnost prezentacije kulturnog dobra na širokom Europskom međunarodnom planu. IPS je osnivački član Pljočkarskog Saveza Hrvatske, kao nacionalnog saveza "tradicijskog sporta pljočkanje" i inicijator osnivanja Hrvatskog Saveza Tradicijskih Igara i Sportova - HSTIS.

## Varijacije
U Hrvatskoj postoje dva načina tradicijskog pljočkanja i to istarski i dalmatinski način. U Dalmaciji pljočke zovu ploke, a balin lek. U Dalmaciji se igra na manjim duljinama (oko 6 metara), ali zato igraju s većim pljočkama (do 6 kg težine). Pljočkarska udruga iz Dalmacije dolazi iz Bristova Doca. Turnir u Dalmaciji održava se krajem svibnja i to kod Ploča, kod Baćina.

## Projekti

### Edukacijske radionice o pljočkanju
U sklopu svojih aktivnosti članovi IPS-a od 2012. godine održavaju edukacijske radionice za polaznike dječjih vrtića, osnovnih i srednjih škola te studenata. U sklopu takvih aktivnosti u posljednjih 10 godina upoznali smo s igrom više od 9000 polaznika. Posebnu vrijednost čini činjenica da se, uz pljočkanje, posebnu pažnju pridaje i čakavskom dijalektu kojim se opisuje igra i različite situacije u igri. Sačuvan je prvi pisani Pravilnik o pljočkanju koji sadrži i termine na čakavskom dijalektu. Planirano je pokretanje školske lige "pljočkanja" koje bi u natjecanjima okupljale zainteresirane škole sa područja Istre.

### Međunarodni festival pljočkanja
Manifestacija je pokrenuta 2016. godine od koje se redovito održava s iznimkom 2020 kada je morala biti otkazana zbog pandemije Coronavirusa. Od 2018. godine održava se u Svetvinčentu (Istra). Manifestacija okuplja udruge koje njeguju i čuvaju igre slične "pljočkanju" sa područja Europe. Tijekom godina na festivalu su sudjelovale delegacije iz Portugala, Španjolske, Francuske, Italije, Slovenije, Bosne i Hercegovine, Crne Gore i Ruminjske.

#### Istraživanje i dokumentiranje
U sklopu "međunarodnog festivala pljočkanja" od 2019. godine, održava se znanstveni skup na temu "tradicijskih igara i sportova". Na skupu je ustaljeno da učestvuje do deset stručnjaka i ima vrlo izražen međunarodni karakter. IPS kao nakladnik, izdaje ZBORNIKE RADOVA s radovima predstavljenima na skupu.

### Pljočkanje kao sport
Od najranijih dana organiziranog pljočkanja, prvog pisanog Statuta i prvih pisanih Pravilnika, prisutna je ideja o razvoju pljočkanja u sport i upisa u Nomenklaturu sportova. IPS je bio nositelj inicijative osnivanja Pljočkarskog Saveza Hrvatske (PSH) koji je registriran krajem 2016. godine, a s radom je počeo početkom ožujka 2017. godine, kao krovna organizacija pljočkarskog športa u RH. PSH okuplja udruge i klubove iz Istre, Hrvatskog zagorja i Grada Zagreba. Organizator je ligaškog natjecanja pod nazivom Prvenstvo Hrvatske u pljočkanju, koje se odigrava u tri discipline; ekipno, parovi i pojedinačno.
PSH je jedan od inicijatora i pokretača susreta reprezentacija, kao međunarodnih natjecanja pljočkanja, koja se u svibnju 2019. godine održala u Zagrebu kao susret reprezentacija Hrvatske, BiH, Italije i Slovenije. Taj susret predstavlja početak aktivnosti na osnivanju međunarodne pljočkarske organizacije.
Važan iskorak u procesu razvoja pljočkarskog sporta predstavljaju međunarodni turniri pod nazivom "POKAL ALPE-ADRIA" koji su započeli s natjecanjima u 2019. godini. Turnire zajednički organiziraju Pljočkarski Savez Hrvatske i krovne pljokarske organizacije iz Bosne i Hercegovine, Italije i Slovenije. Za natjecanja u okviru tih turnira formirana je "rang lista najboljih pojedinaca", a prvi osvajač "POKALA ALPE-ADRIA" za 2019. godinu, bio je Branko Družeta iz Hrvatske.
Kroz djelovanje Pljočkarskog Saveza Hrvatske, članovi 12 udruga / klubova sa područja Hrvatske, posljednjih godina intenzivno rade na pravnom statusu i stvaranju sporta "pljočkanje". U Sv. Petru u Šumi (Istra), izgrađen je NACIONALNI CENTAR Pljočkanja - NCP  prema standardima za organizaciju sportskih natjecanja. Hrvatski pljočkari već nekoliko godina organiziraju i sudjeluju u međunarodnim aktivnostima kojima je cilj osnivanje "međunarodne pljočkarske federacije" sa sjedištem u RH.

## Vanjske poveznice
- Službene stranice Istarskog pljočkarskog saveza
- Tv Istra, YouTube Pljočkanje. Datum objavljivanja: 6. lis 2014.
- Kanal Ri, YouTube Pljočkanje. Datum objavljivanja: 9. lis 2015.
- YouTube Pljočkanje. Datum objavljivanja: 28. vel 2015.